# 稲畑勝太郎
稲畑 勝太郎（いなばた かつたろう、1862年12月21日（文久2年10月30日） - 1949年（昭和24年）3月29日）は、明治・大正・昭和前期の日本の商人（染料薬品商）、実業家、政治家・貴族院議員。稲畑産業株式会社（創業時の名称は稲畑染料店）の創業者であり、染料、染色業界の発展に尽力した。正五位勲三等。カトリック信者であった。

## 経歴

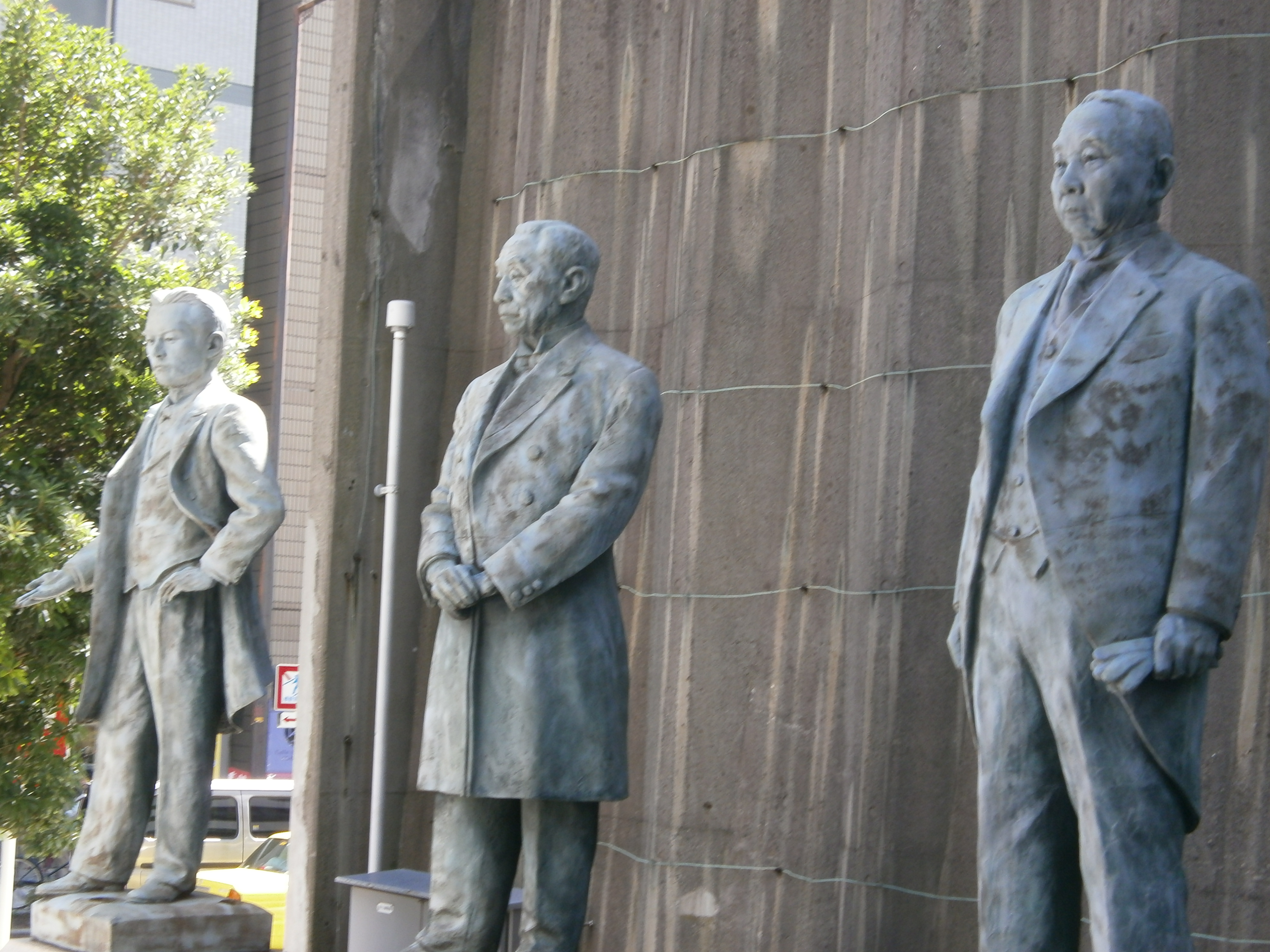
大阪商工会議所前に五代友厚、土居通夫と並ぶ稲畑勝太郎像（右）

### 生い立ち
文久2年10月30日、現在の京都府京都市烏丸通御池東南角で、菓子職人の父利助、母みつの長男として生まれる。
1872年（明治5年）、京都府下の小学生の中から選ばれ、京都行幸中の明治天皇の前で日本外史の一節を誦読し、褒美としてコンパスを贈られた。粟田小学校の第一回入学の卒業生で、三人の優等生の一人に選ばれた（他の二人は横田万寿之助と小川ミツ（のちの七代目小川治兵衞の妻））。
1876年（明治9年）、京都府師範学校が創設され、同校に入学した。
翌1877年（明治10年）、レオン・デュリーにより京都府派遣留学生8名の一人に選ばれ、フランスのリヨンに派遣された。当時15歳であった。マルチニエール工業学校で染色技術の基礎を学び、その後、マルナス染工場の現場で技術を習得した。3年に及ぶ工場での厳しい徒弟生活の後、リヨン大学で化学課程を修めた。

### 染織事業の功績
1885年（明治18年）、フランスから帰国した稲畑は、明治政府から農商務技師の誘いを受けるが、これを断り、京都で京都府染工講習所の教授になる。1887年（明治20年）、京都織物会社創設に尽瘁し、同社技師長に挙げられる。洋式の最先端の染色技術の普及に努めた。
1890年（明治23年）、フランスの染料メーカー、サンドニー社の総代理店として京都に「稲畑染料店」（1893年（明治26年）に「稲畑商店」に社名変更、後の稲畑産業）を開業。合成染料の直輸入貿易を行った。
1895年（明治28年）、海外からの輸入製品だったウール素材の毛斯綸（もすりん）の国産化を目指し、「毛斯綸紡織」を設立。1897年（明治30年）、大阪に稲畑染工場を設立し、最新技術を用いた染色加工業に進出。特に海老茶色は「稲畑染」と呼ばれ、当時の女学校の制服の袴にも採用された。また、日露戦争の際には軍服用のカーキ染を考案して、国家に貢献した。
その後「稲畑商店」は、天津を皮切りに、ブリュッセル、上海、奉天、ジョクジャカルタ、ソウル、青島、ハノイ、上海、バタビア、大連、済南などに拠点を開設、海外進出を積極化させた。
1916年（大正5年）、政府は染料の国産化を促すため「日本染料製造株式会社」（1944年（昭和19年）に住友化学工業と合併）を大阪に設立。稲畑は1926年（昭和元年）に同社社長に就任。

### シネマトグラフの輸入
1896年（明治29年）、毛斯綸紡織の社用でフランスに渡った際、リヨン留学時代の友人であるオーギュスト・リュミエールから、彼が弟と発明したシネマトグラフの上映を観て、この光学的な装置に魅力を感じ、シネマトグラフの日本輸入に巨費を投じた。リュミエールと契約を結んだ稲畑は、装置2台とフィルム、シネマトグラフの興行権を買い取り、リュミエール社の撮影技師兼映写技師のコンスタン・ジレルを連れて、1897年（明治30年）1月に帰国した。
同年、四条河原町近くにあった京都電燈株式会社の庭（後の立誠小学校（廃校）の敷地内）で試写実験が行われたが、映写知識がなかったため試行錯誤し、なんとか上映できるまでになり、2月に大阪の南地演舞場で初の有料の上映会を行った。これが日本初の映画興行となった。
また、ジレルはリュミエールの要請で日本の風景や日常、芸者の踊りなどを撮影。稲畑もこれに加わっており、日本初の映画撮影にもかかわっている。ジレルが撮ったフィルムのなかにはアイヌの踊りを写したものや、列車が到着するところを写したものなどがあり、その一本に稲畑一家が食事をとっている様子を写したものもある。
しかし、稲畑は費用が予想以上に嵩むことなどを理由に活動写真興行からは手を引き、友人の横田万寿之助・横田永之助兄弟に興行権を譲った。

### 幅広い活動

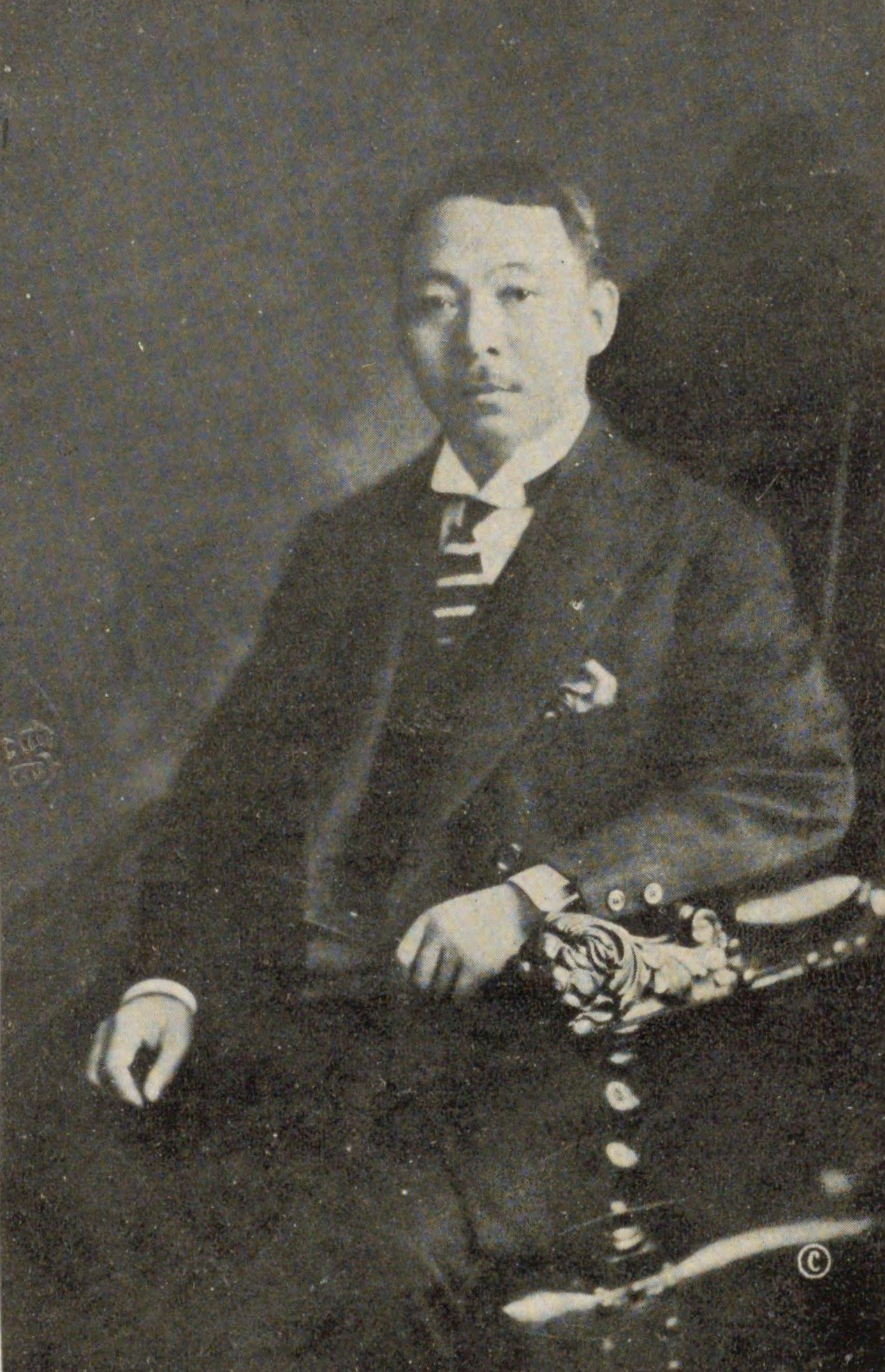
昭和初期の稲畑

1921年（大正10年）、フランスのヌヴェール愛徳修道会の修道女7人が初来日したときは神戸港に出迎え、また同会がミッションスクール「聖母女学院」（香里ヌヴェール学院中学校・高等学校や京都聖母学院中学校・高等学校の前身）を設立するときにも学校設立の賛助員に名をつらねて協力した。
1922年（大正11年）、大阪商業会議所（現・大阪商工会議所）の第10代会頭に就任。約12年間の在任中、中小企業対策や産業の合理化、そして実務教育に取り組んだ。
1926年（大正15年）、日本とフランスの文化交流の促進を目的とし、当時の駐日フランス大使ポール・クローデルとともに財団法人日仏文化協会を設立し、副会長に就任。さらに京都九条山に関西日仏学館を建設。1936年（昭和11年）には、京都吉田に新館を建設しフランス語の啓発や日仏交換留学生の派遣など、フランスとの親善の道を開いた。
1926年（大正15年）1月29日から1947年（昭和22年）5月2日にかけて貴族院勅選議員を務めた。

## 人物
1903年、分家して一家を創立した。住所は大阪市南区順慶町、京都市左京区南禅寺福地町。宗教はカトリック教。
日仏文化交流に貢献しており、日本で初めてシネマトグラフを輸入して映画興行を行った人物としても知られる。

## 栄典
位階
- 1949年（昭和24年）3月30日 - 正五位[12]

勲章等
- 1940年（昭和15年）11月10日 - 紀元二千六百年祝典記念章[13]
- 勲三等

外国勲章佩用允許
- 1923年（大正12年）8月26日
  - ルーマニア王国：クーロンヌ勲章グランオフィシエー[14]
  - 支那共和国：三等嘉禾章[14]

## 家族・親族
稲畑家
- 父・利助（京都平民）[1][2]
- 妻・トミ（1868年 - ?、東京士族、森重遠の三女）[1][2]
- 妹・アイ（1868年 - ?、稲畑廣之助の母）[5]
- 長男・太郎（1898年 - 1988年、稲畑産業社長）[11]
  - 同妻・玉子（1906年 - ?、子爵東胤禄の長女）[11]
- 長女・きく（1893年 - ?、分家して東京の今井二郎を夫に迎える）[5]
  - 同夫・二郎（1888年 - 1966年、稲畑商店取締役会長）[5]
    - 孫・順三（1931年 - 1980年）[5][15][16]
      - 同妻・汀子（1931年 - 、俳人、高浜虚子の孫、高浜年尾の次女）[15][16]
        - 曾孫・廣太郎（1957年 - 、俳人）[16]
- 二女・鞠子（1895年 - ?、公爵松方正義の13男・虎吉の妻）[17]